# Toro Rosso STR11
Der Toro Rosso STR11 ist der elfte Formel-1-Rennwagen der Scuderia Toro Rosso. Er wurde in der Formel-1-Weltmeisterschaft 2016 eingesetzt und war erstmals am 22. Februar 2016 bei Testfahrten auf dem Circuit de Barcelona-Catalunya zu sehen, eine offizielle Präsentation fand nicht statt.

## Technik und Entwicklung
Der STR11 ist das Nachfolgemodell des STR10. Obwohl es sich um eine Weiterentwicklung handelt, unterscheidet sich das Fahrzeug optisch vom Vorgängermodell. Der STR11 wird vom Ferrari Typ 059/4, einem 1,6-Liter-V6-Motor mit einem Turbolader in der Spezifikation der Saison 2015, angetrieben, während das Vorgängermodell einen Renault-Motor besaß. Damit ist es das einzige Fahrzeug in der Formel-1-Weltmeisterschaft 2016, das mit einem Vorjahresmotor an den Start ging.
Nase und Vorderradaufhängung des Wagens wurden neu entwickelt, die Seitenkästen und die Motorenabdeckung sind deutlich kleiner gestaltet als beim STR10, was auf einen niedrigeren Kühlbedarf des Ferrari-Motors hindeutet. Da der Wechsel des Motorenlieferanten erst sehr spät feststand, mussten viele Kompromisse bei der Entwicklung des Fahrzeugs eingegangen werden. Unter anderem mussten die Fahrer gemäß Aussagen von James Key ihr Gewicht reduzieren, um gemeinsam mit dem Fahrzeug möglichst wenig über dem Mindestgewicht zu liegen.

## Lackierung und Sponsoring
Der Toro Rosso STR11 war bei den ersten Testfahrten vor der Saison in dunkelblauer Grundfarbe lackiert, es waren keine Sponsorenlogos auf dem Fahrzeug vorhanden.
Vor der zweiten Testwoche wurde die Lackierung vorgestellt. Der Wagen ist, wie das Vorgängermodell, in dunkelblauer Grundfarbe lackiert und besitzt eine goldene Fahrzeugnase. Bedingt durch die Sponsorenlogos von Red Bull besitzt der Wagen rote Farbakzente. Red Bull wirbt mit dem Firmenschriftzug auf dem Frontflügel und den Seitenkästen, dazu auf dem Heckflügel für Red Bull Cola, Red Bull MOBILE, ServusTV und The Red Bulletin. Weitere Sponsorenlogos auf dem Wagen sind von Casio Edifice und Sapinda Holding.

## Fahrer
Toro Rosso bestritt die ersten vier Rennen der Saison 2016 erneut mit dem Fahrerduo Carlos Sainz junior und Max Verstappen. Ab dem Großen Preis von Spanien ersetzte Daniil Kwjat Verstappen.

## Ergebnisse
| Fahrer                          | Nr.                             | 1  | 2   | 3 | 4   | 5  | 6   | 7  | 8   | 9   | 10 | 11 | 12 | 13  | 14  | 15 | 16 | 17 | 18 | 19 | 20 | 21  | Punkte | Rang |
| ------------------------------- | ------------------------------- | -- | --- | - | --- | -- | --- | -- | --- | --- | -- | -- | -- | --- | --- | -- | -- | -- | -- | -- | -- | --- | ------ | ---- |
| Formel-1-Weltmeisterschaft 2016 | Formel-1-Weltmeisterschaft 2016 |    |     |   |     |    |     |    |     |     |    |    |    |     |     |    |    |    |    |    |    |     | 63     | 7.   |
| M. Verstappen                   | 33                              | 10 | 6   | 8 | DNF |    |     |    |     |     |    |    |    |     |     |    |    |    |    |    |    |     | 63     | 7.   |
| D. Kwjat                        | 26                              |    |     |   |     | 10 | DNF | 12 | DNF | DNF | 10 | 16 | 15 | 14  | DNF | 9  | 14 | 13 | 11 | 18 | 13 | DNF | 63     | 7.   |
| C. Sainz                        | 55                              | 9  | DNF | 9 | 12  | 6  | 8   | 9  | DNF | 8   | 8  | 8  | 14 | DNF | 15  | 14 | 11 | 17 | 6  | 16 | 6  | DNF | 63     | 7.   |

| Legende  | Legende            | Legende                                                          |
| Farbe    | Abkürzung          | Bedeutung                                                        |
| -------- | ------------------ | ---------------------------------------------------------------- |
| Gold     | –                  | Sieg                                                             |
| Silber   | –                  | 2. Platz                                                         |
| Bronze   | –                  | 3. Platz                                                         |
| Grün     | –                  | Platzierung in den Punkten                                       |
| Blau     | –                  | Klassifiziert außerhalb der Punkteränge                          |
| Violett  | DNF                | Rennen nicht beendet (did not finish)                            |
| Violett  | NC                 | nicht klassifiziert (not classified)                             |
| Rot      | DNQ                | nicht qualifiziert (did not qualify)                             |
| Rot      | DNPQ               | in Vorqualifikation gescheitert (did not pre-qualify)            |
| Schwarz  | DSQ                | disqualifiziert (disqualified)                                   |
| Weiß     | DNS                | nicht am Start (did not start)                                   |
| Weiß     | WD                 | zurückgezogen (withdrawn)                                        |
| Hellblau | PO                 | nur am Training teilgenommen (practiced only)                    |
| Hellblau | TD                 | Freitags-Testfahrer (test driver)                                |
| ohne     | DNP                | nicht am Training teilgenommen (did not practice)                |
| ohne     | INJ                | verletzt oder krank (injured)                                    |
| ohne     | EX                 | ausgeschlossen (excluded)                                        |
| ohne     | DNA                | nicht erschienen (did not arrive)                                |
| ohne     | C                  | Rennen abgesagt (cancelled)                                      |
| ohne     | keine WM-Teilnahme |                                                                  |
| sonstige | P/fett             | Pole-Position                                                    |
| sonstige | 1/2/3/4/5/6/7/8    | Punktplatzierung im Sprint-/Qualifikationsrennen                 |
| sonstige | SR/kursiv          | Schnellste Rennrunde                                             |
| sonstige | *                  | nicht im Ziel, aufgrund der zurückgelegten Distanz aber gewertet |
| sonstige | ()                 | Streichresultate                                                 |
| sonstige | unterstrichen      | Führender in der Gesamtwertung                                   |